# Charidotella oblectabilis
Charidotella oblectabilis is een keversoort uit de familie bladkevers (Chrysomelidae). De wetenschappelijke naam van de soort werd in 1926 gepubliceerd door Spaeth.